# 秦始皇 (香港電視劇)
《秦始皇》（英語：The Rise of the Great Wall - Emperor Qin Shi Huang）是香港亞洲電視製作的一套大型古裝史詩式電視劇，共63集，監製是李兆華及丁亮。此劇曾在中國內地取景，首播於1986年亞洲電視黃金台，其後多次於亞視重播。此電視劇以劉永為男主角，故事化地演示秦始皇的一生，及呂不韋、李斯的影響力。  新加坡媒體曾選出二十世紀華語百部經典電視劇，此劇入選二十大之一。
有指亞視高層決定拍攝本劇，是眼見競爭對手TVB拍《楚河漢界》收視上佳，於是趁友台《楚河漢界》大結局後企劃一部以秦朝為背景的劇集，並安排曾參加新秀歌唱大賽的羅嘉良主唱主題曲。影響力之大使友台亦不甘示弱，率團遠赴中國內地拍攝史詩式重頭劇《大運河》，至於以秦始皇為背景的劇集，及後亦包括《尋秦記》、《皓鑭傳》及《大刺客》。
2021年4月30日起，亞洲電視數碼媒體將本劇上載至旗下官方YouTube頻道內，以供公眾免費觀賞。

## 劇情簡介
故事最初以秦始皇嬴政最後一次南巡，遇上刺客後病情加重後，時間倒序回到秦趙長平之戰時開始。
贏異人（魯振順飾）飾為秦昭王之孫、秦太子安國君之子，在趙國為人質。趙國商人呂不韋（王偉飾）在趙國備受歧視，於是破家以資財為贏異人活動，令贏異人成為安國君的世子，安國君即位為秦孝文王，未幾被呂不韋及贏異人毒死，贏異人即位為秦莊襄王，迎接仍在趙國的夫人趙姬及兒子嬴政回國。
嬴政（劉永飾）從小在趙國長大，與燕太子丹（潘志文飾）友情深厚，嬴政隨母返回秦國，被立為太子。韓國公主作為人質扣押在秦國，嬴政對她一往情深，但公主鍾情於燕丹。
秦國逐漸強大，嬴政登基後勤於王事，大有滅六國統一天下的野心。為完成王圖霸業，嬴政無法顧念與燕丹的手足之情。俠客荊軻（劉松仁飾）決意刺秦王，高漸離易水送別。荊軻在刺秦途中邂逅雪瑩（米雪飾），兩人相愛至深，荊軻明白自己一去不返，忍心離雪瑩而去。刺秦失敗，荊軻以死贏得秦王尊重，千古留名。
秦王統一中國，改稱始皇帝，重用李斯，以法家之道治國，統一度量衡和文字，焚書坑儒，修築萬里長城。孟姜女（馮寶寶飾）千里尋夫，觸動始皇帝。二人互生情愫，不過孟姜女被視為妖女，最後跳橋自盡。
嬴政日漸年老，趙高與胡亥二人結黨營私，甚至推薦方士徐福，令嬴政的病情日漸加重，嬴政在南巡時駕崩，趙高秘不發喪，先假傳聖旨殺害扶蘇與蒙恬，再迫李斯接受現實擁立胡亥即位，是為秦二世。
故事的最後，以當權的趙高指鹿為馬，以及李斯被斬前的「米倉老鼠」之嘆作結，旁白簡單交代秦亡的過程。

## 演員表

### 秦國
- 劉永 飾 嬴政
- 王偉 飾 呂不韋
- 鲍起靜 飾 趙姬
- 熊德誠 飾 嫪毐
- 森森 飾 李皇后
- 鮑漢琳 飾 王綰
- 司馬華龍 飾 王翦
- 譚德成 飾 王賁
- 敖龍 飾 蒙骜
- 李家輝 飾 蒙毅
- 關偉倫 飾 蒙恬
- 梁漢威 飾 李斯
- 周美玲 飾 李斯夫人
- 江圖 飾 尉繚
- 馮真 飾 華陽夫人
- 關子標 飾 陽泉君
- 魯振順 飾 秦莊襄王
- 曹達華 飾 秦昭襄王
- 潘有聲 飾 秦孝文王
- 徐二牛 飾 樊於期
- 尹天照 飾 成蟜
- 鄭恕峰 飾 子傒（孝文王子）
- 林國雄 飾 扶蘇
- 凌腓力 飾 胡亥（秦二世）
- 周慧娟 飾 胡姬（胡亥母）
- 蕭山仁 飾 趙高
- 陳植槐 飾 夏候且
- 林應發 飾 甘羅
- 羅石青 飾 徐福
- 方國珊 飾 扶蘇夫人李容秀（李斯女兒）
- 梁狄輝 飾 李信
- 洪志成 飾 楊端和
- 麥樹桑 飾 內史騰
- 鄧德光 飾 張唐
- 李岡 飾 黃正端
- 金童 飾 蒙嘉

### 燕國
- 潘志文 飾 太子丹
- 劉松仁 飾 荊軻
- 胡楓 飾 燕王喜
- 米雪 飾 雪瑩
- 黃造時 饰 明仪公主
- 吳剛 飾 秦舞陽
- 江漢 飾 蓋聶
- 鄭君綿 飾 爺爺
- 甘山 飾 宋意
- 曹榮 飾 夏扶
- 陳小龍 飾 高漸離
- 徐力 飾 田光
- 尹靈光 飾 鞠武
- 何偉光 飾 盧敖

### 趙國
- 丁亮 飾 平原君
- 夏春秋 飾 趙孝成王
- 張翼 飾 李牧
- 良鳴 飾 廉頗
- 伍永森 飾 郭開
- 許英秀 飾 荀子
- 招石文 飾 龐煖
- 范永華 飾 趙悼襄王
- 張天偉 飾 趙王遷
- 羅國輝 飾 代王嘉
- 韓江 飾 毛遂

### 韓國
- 羅樂林 飾 韓非子
- 陳志雄 飾 韓王安
- 麥翠嫻 飾 韩弥公主
- 楊仲恩 飾 張良
- 駱達華 飾 張良助手
- 艾迪 飾 上官禮

### 楚國
- 方傑 飾 楚考烈王

### 齊國
- 凌禮文 飾 齊王建
- 凌文海 飾 淳于越
- 李金勝 飾 齊國太尉

### 其他
- 馮寶寶 飾 孟姜女
- 鄭雷 飾 孟姜女父孟德隆
- 黎萱 飾 孟姜女母
- 黃浩義 飾 孟姜女夫萬喜良
- 陳亮 飾 英布
- 吳毅將 飾 馬游激

## 外部連結
- 劉永版《秦始皇》剧情 （页面存档备份，存于）
- 豆瓣电影上《秦始皇》的資料 （简体中文）